# Elaphidion michelii
Elaphidion michelii är en skalbaggsart som beskrevs av Ivie 2007. Elaphidion michelii ingår i släktet Elaphidion och familjen långhorningar. Inga underarter finns listade i Catalogue of Life.